# Мініатюрна конституція України

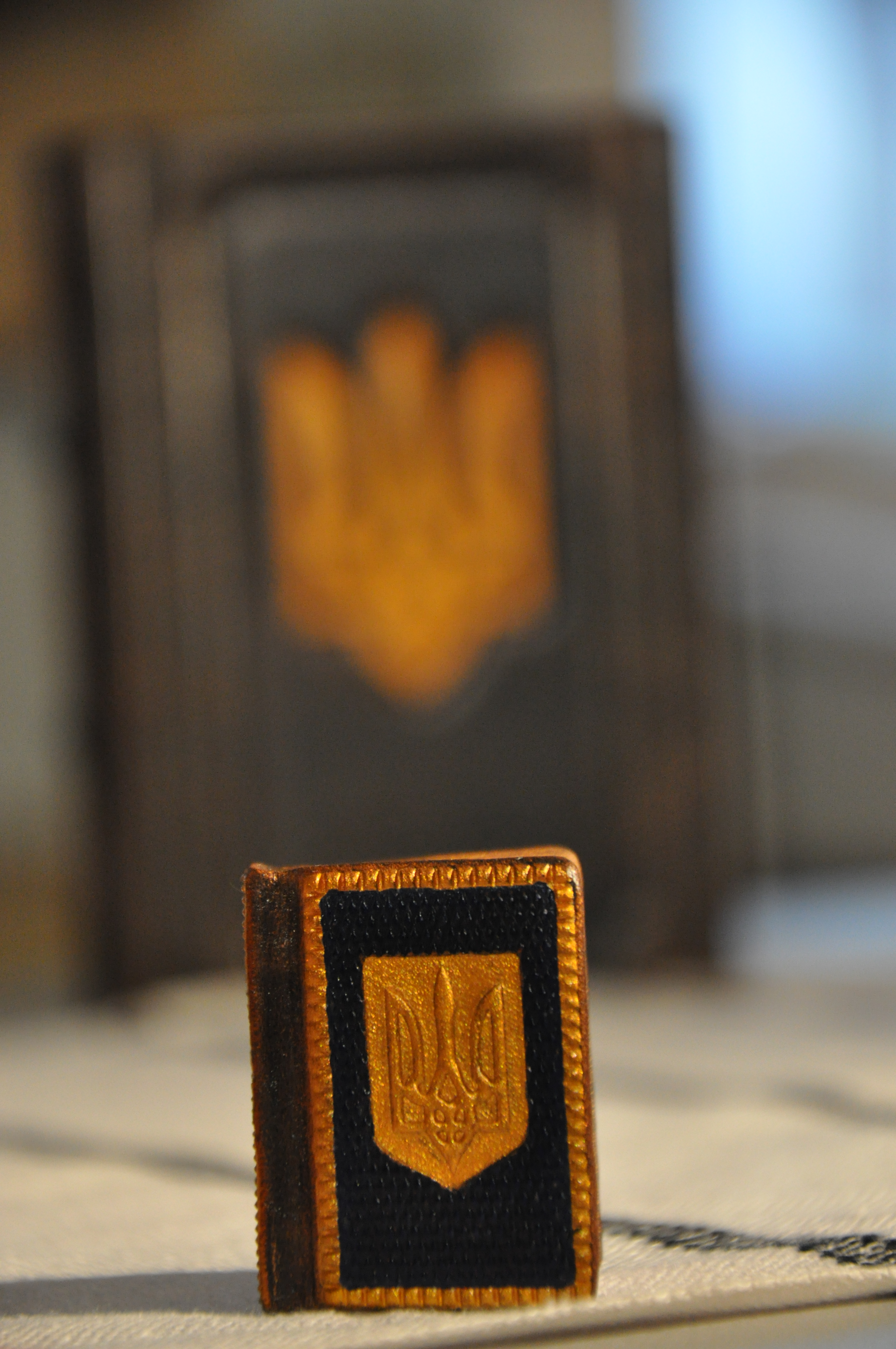
Готова міні-конституція України

Мі́ні-конститу́ція Украї́ни — зменшена версія сучасної Конституції України, завбільшки 21×32 мм. Це перша і, поки що, єдина рукописна міні-версія Основного Закону на пострадянському просторі. Зменшена версія містить 33 фундаментальні статті (близько 10%), відібрані юристами. Розміри примірника становлять 21×32 мм, розмір однієї букви — 1 мм, а всього на 150 сторінках книги розміщено близько 9000 символів.

### Матеріал
Конституція в мініатюрі виготовлена зі спеціального міцного, але дуже тонкого паперу та написана індійською тушшю. Для відтворення літер майстер використав максимально заточене перо. Палітурка для книги виготовлена зі шкіри, а на передній її стороні золотом вилитий герб України.

### Зміст

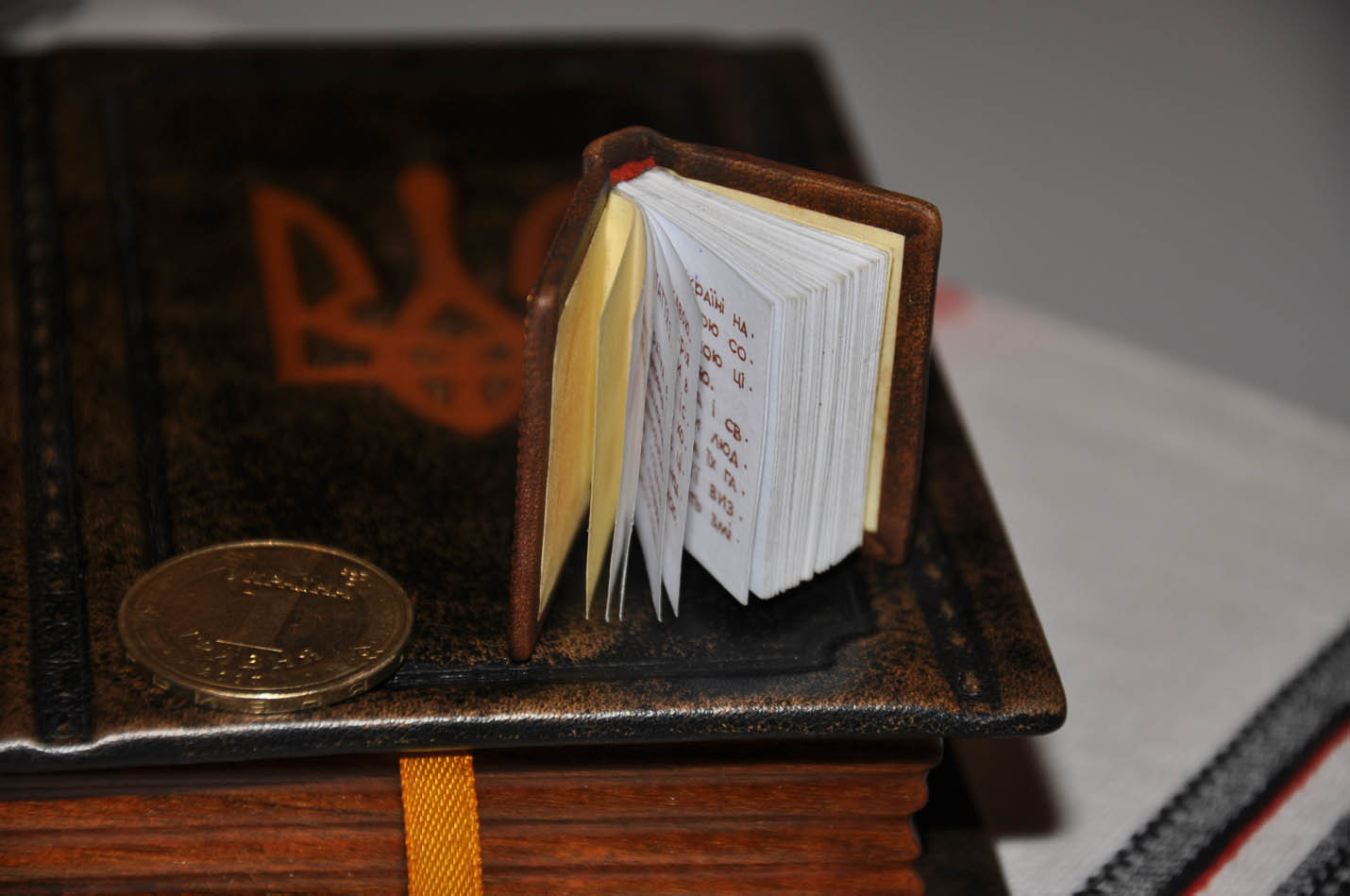
Міні-конституція у порівнянні

Зменшена версія містить 33 фундаментальні статті (близько 10%), відібрані юристами. Розміри примірника становлять 21×32 мм, розмір однієї букви — 1 мм, а всього на 150 сторінках книги розміщено близько 9000 символів.

### Ідея проекту
Ініціаторами проекту стали комунікаційна група «Ефективні рішення» та юридична компанія «Алєксєєв, Боярчуков та партнери». Останні взяли безпосередню участь у наповненні текстом міні-Конституції. Виконати роботу зголосився майстер-каліграф Ігор Степанов, який і раніше виготовляв сувенірні міні-книги.

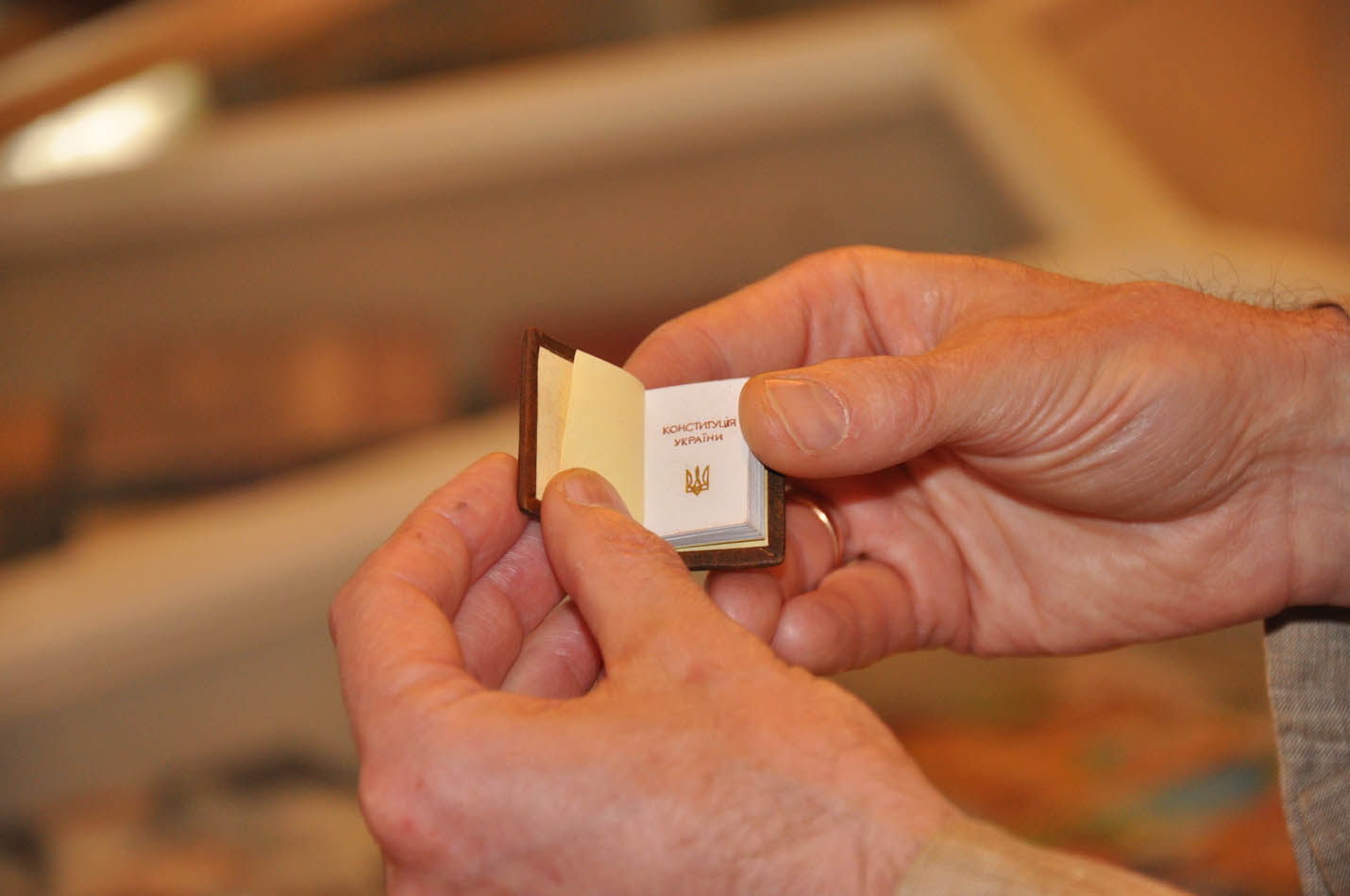
Конституція в руках автора

Закінчив проект майстер до Дня Незалежності України 2011 року. Готову міні-конституцію подарували Державному музею книги та книгодрукування України як експонат.